# Hrabstwo Ballina
Hrabstwo Ballina (ang. Ballina Shire Council) – obszar samorządu lokalnego w północnej części australijskiego stanu Nowa Południowa Walia, na wybrzeżu Oceanu Spokojnego. Hrabstwo powstało w 1976 w wyniku połączenia istniejących wcześniej gminy Ballina i hrabstwa Tintenbar. Liczy 38 461 mieszkańców (2006) i zajmuje powierzchnię 484 km². Ośrodkiem administracyjnym i największą miejscowością hrabstwa jest Ballina. Inne położone na jego obszarze miejscowości to Teven, Tintenbar, Lennox Head, Empire Vale, Wollongbar, Alstonville, Alstonvale, Pimlico, Cabbage Tree Island, Uralba, Newrybar, Brooklet, Skennars Head, Cumbalum, Wardell, East Wardell, Bagotville, Coolgardie, Fernleigh, Keith Hall, Knockrow, Lynwood, Meerschaum Vale, Patchs Beach, Rous, Rous Mill, Tuckombil, Dalwood i Mcleans Ridges.
Lokalną władzę ustawodawczą stanowi rada hrabstwa, złożona z dziesięciu członków. Dziewięciu z nich wybieranych jest z zastosowaniem ordynacji proporcjonalnej, w trzech trójmandatowych okręgach wyborczych. Dziesiąte miejsce zarezerwowane jest dla pochodzącego z wyborów bezpośrednich burmistrza hrabstwa. 

## Galeria

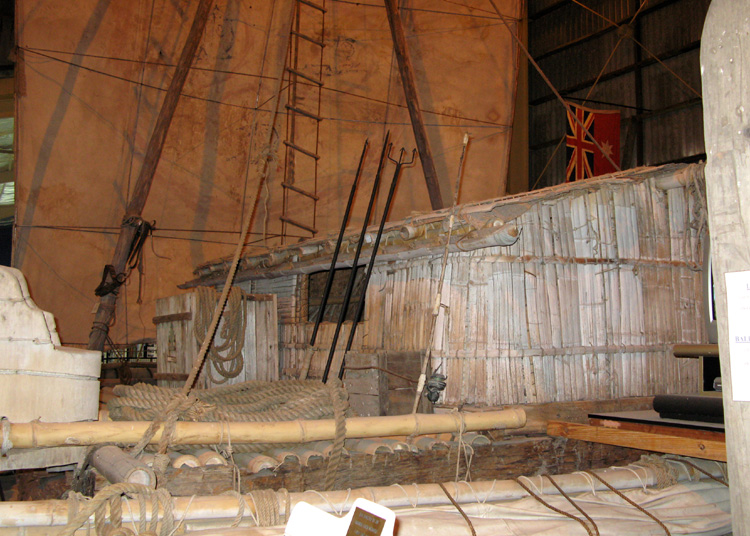
Fragment ekspozycji w Muzeum Morskim w mieście Ballina
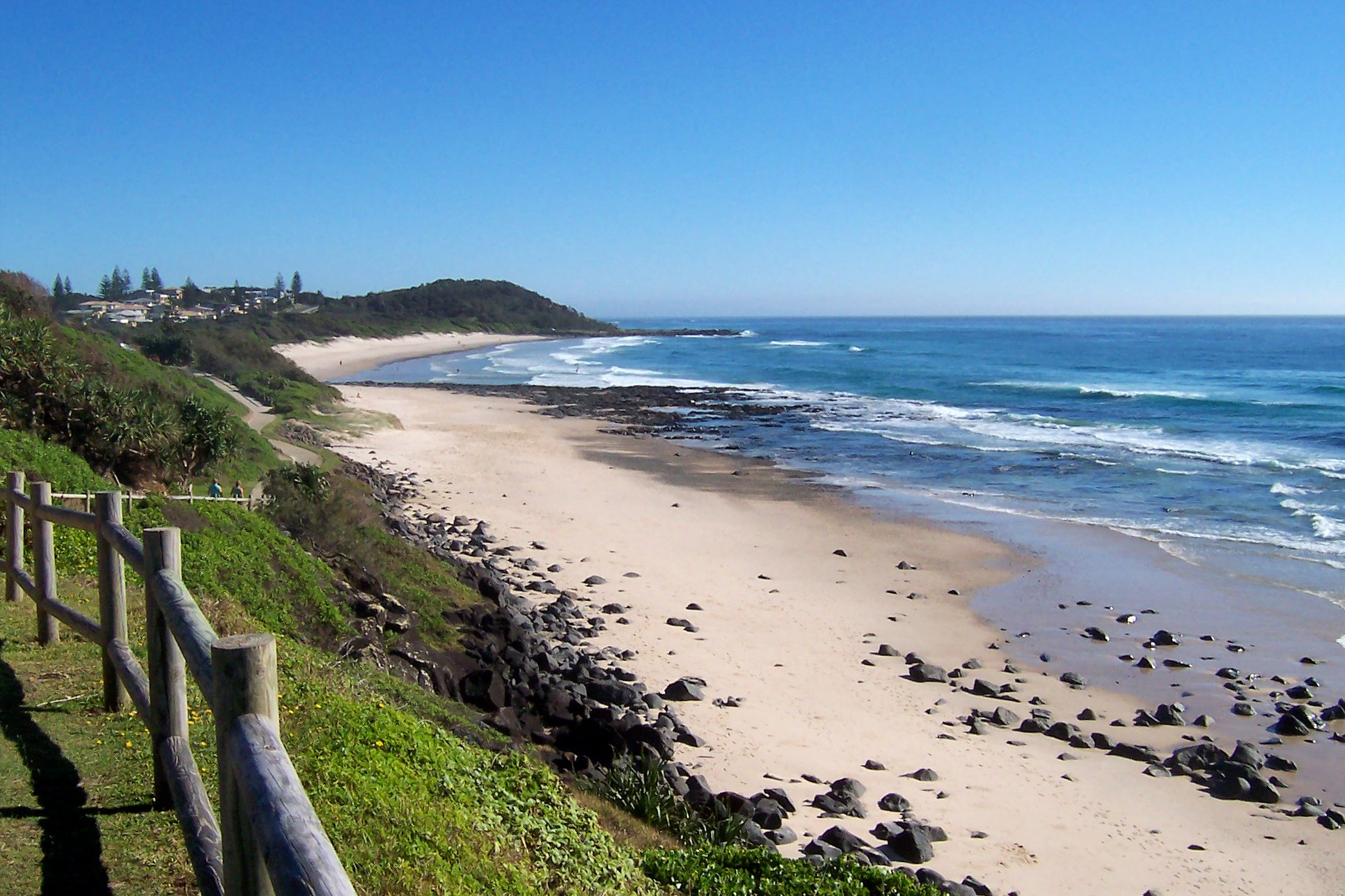
Plaża w Ballinie
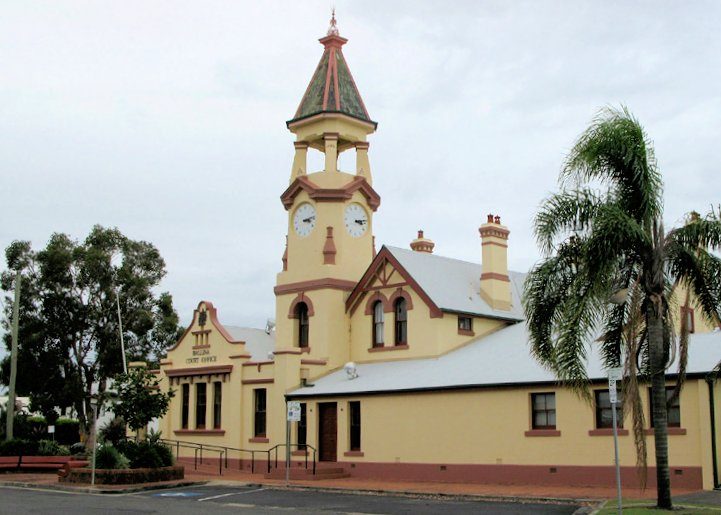
Gmach sądów w Ballinie